# Svjatoslav I
Svjatoslav I (Russisch: Святослав) (ca. 933 - maart 972) was knjaz van het Kievse Rijk van 962 tot zijn dood in 972. Hij was de zoon van Igor en Olga. Svjatoslav weigerde zijn moeder te volgen in haar bekering tot het christendom omdat hij bang was dat hij hierdoor het respect van zijn soldaten zou verliezen. Hij bracht bijna zijn hele leven door op campagne waarbij hij het harde leven van zijn soldaten deelde.
Svjatoslavs vader Igor stierf rond Svjatoslavs geboorte. Zijn moeder regeerde als zijn regentes. Svjatoslav was eerst prins van Novgorod en werd in 962 grootvorst van Kiev. Hij begon al snel een campagne tegen de Chazaren die de Wolga controleerden (tot Kiev en Wolga-Bulgarije) en grote inkomsten hadden van de tol die ze daar hieven. Eerst probeerde hij macht te krijgen over de Wolga-Bulgaren die onderworpen waren aan de Chazaren. Hij gebruikte hierbij Petsjenegen en Turken uit Centraal-Azië als huurlingen. Vervolgens verwoestte hij de Chazaarse steden Atil (de hoofdstad), Samander en Sarkel, waar hij een eigen nederzetting stichtte. Verder bestond zijn campagne tegen de Chazeren vooral uit plundering en verwoesting. Hij deed geen poging hun rijk blijvend te bezetten. Wel werden de invloed en de controle over de handelsroutes sterk naar het oosten en het zuiden uitgebreid. Algemeen wordt aangenomen dat deze campagne werd uitgevoerd als gevolg van politieke samenwerking met het Byzantijnse rijk. De Kievse Roes namen ook deel aan een Byzantijnse expeditie tegen Kreta.
In 967 viel Svjatoslav op verzoek van Byzantium (en in ruil voor 15.000 pond in goud) de Bulgaren aan met een leger van 50.000 man, waaronder duizenden Petsjeneegse huurlingen. Svjatoslav versloeg de Bulgaren maar nu werden de Petsjenegen door de Byzantijnen betaald om de Kievse Roes aan te vallen. In 968 belegerden ze Kiev maar trokken zich terug toen ze de lijfwacht van een van Svjatoslavs aanvoerders zagen en dachten dat dit de voorhoede van het hele leger was. Olga stuurde een brief aan Svjatoslav waarin ze hem op zijn plichten wees en hij keerde terug naar Kiev en versloeg de Petsjenegen. 
Svjatoslav weigerde zijn veroveringen in Bulgarije af te staan aan Byzantium, zoals oorspronkelijk was overeengekomen, en verplaatste in 969 zijn hoofdstad naar Perejaslavets aan de monding van de Donau. Hij stelde zijn drie zoons aan als bestuurder van districten in het thuisland. Met een leger, waarin ook Hongaren en Petsjenegen, viel hij Thracië binnen. Ze veroverden Plovdiv waar de bevolking werd uitgemoord. De nieuwe Byzantijnse keizer Johannes I Tzimiskes probeerde tot een vergelijk te komen maar Svjatoslav reageerde door Adrianopel te belegeren. Dit leidde tot paniek in Constantinopel. Svjatoslav had toen ook diplomatiek contact met Otto I de Grote, die in Italië een conflict met het Byzantijnse rijk had. 
In 970 trok het Kievse leger naar Constantinopel en werd 100 km ten westen van de stad verslagen bij Arcadiopolis. De Byzantijnen trokken door de bergen Bulgarije binnen en veroverden Devnja waar ze een aantal Bulgaarse gijzelaars in handen krijgen. Svjatoslav werd in 971 twee maanden belegerd tijdens het Beleg van Dorostolon. Daarna werd een regeling getroffen. In ruil voor vrije aftocht en voorraden voor de reis, trok Svjatoslav zich terug, stond zijn veroveringen op de Balkan af aan het Byzantijnse Rijk en zag af van aanspraken op de Krim. Geteisterd door honger trok het leger van Svjatoslav naar Kiev. Ondanks waarschuwingen van zijn bevelhebbers waagde Svjatoslav zich aan de oversteek van de Dnjepr bij de stroomversnellingen. Daar werd hij in een hinderlaag door de Petsjenegen gedood, die daartoe door de Byzantijnen waren opgestookt. De khan van de Petsjenegen maakte een drinkbeker van de schedel van Svjatoslav.
Svjatoslav was de eerste heerser van de Kiever Roes wiens naam van Slavische origine zou kunnen zijn, in tegenstelling tot zijn voorgangers, wier namen uit het Oudnoords komen. Bij andere Slavische volkeren werd er echter geen variant van zijn naam gevonden. Zelfs bij de Kiever Roes kwam zijn naam (alsook die van zijn opvolgers Vladimir, Jaroslav en Mstislav) enkel in het geslacht der Ruriken voor.
Volgens een Byzantijns verslag van de onderhandelingen bij Silistra, was hij van gemiddelde lengte en lichaamsbouw, schoor zijn hoofd en baard, maar liet een lange snor staan en een kuif op de zijkant van zijn hoofd, als teken van zijn adellijke afkomst. Hij droeg schone, witte kleding en sieraden, één grote gouden oorring met een robijn en twee parels. 
Na Svjatoslavs dood stegen de spanningen tussen zijn zonen, en brak er een burgeroorlog uit tussen Oleg en Jaropolk, waarbij Oleg gedood werd en Jaropolk zijn opvolger werd. In 977 vluchtte Vladimir, de jongste broer, naar Scandinavië om te ontsnappen aan het lot van Oleg; daar verzamelde hij een leger en keerde in 980 terug.
Svjatoslav had meerdere vrouwen:
- hij was gehuwd met een Hongaarse prinses die in Kiev onder de naam Predslava bekend was, zij hadden ten minste een zoon: Jaropolk I van Kiev.
- bij een bijvrouw Esfir had hij een zoon Oleg (ovl. ca. 976). Oleg werd in 969 door zijn vader benoemd tot bestuurder van de Drevljanen. Hij verongelukte en stierf tijdens een conflict met Jaropolk over jachtrechten. In 1044 werd zijn lichaam opgegraven, gedoopt en herbegraven in Kiev.
- bij een bijvrouw Maloesja (ca. 944 - 1002) had hij een zoon, Vladimir van Kiev. Maloesja was dochter van Malk van Ljoebetsj en zij was de huismeesteres van Olga.